# Нурвік (Аляска)
Нурвік (англ. Noorvik) — місто (англ. city) в США, в окрузі Нортвест-Арктик штату Аляска. Населення — 694 особи (2020).

## Географія
Розташоване на березі річки Кобук, за 76 км на схід від міста Коцебу.
Нурвік розташований за координатами 66°49′38″ пн. ш. 161°1′45″ зх. д. / 66.82722° пн. ш. 161.02917° зх. д. (66.827182, -161.029203). За даними Бюро перепису населення США в 2010 році місто мало площу 3,52 км², з яких 2,43 км² — суходіл та 1,09 км² — водойми. В 2017 році площа становила 3,28 км², з яких 2,17 км² — суходіл та 1,11 км² — водойми.

## Демографія

### Перепис 2010
Згідно з переписом 2010 року, у місті мешкало 668 осіб у 153 домогосподарствах у складі 116 родин. Густота населення становила 190 осіб/км². Було 171 помешкання (49/км²).
Расовий склад населення:
| - 88,3 % — корінних американців - 3,7 % — білих - 0,4 % — чорних або афроамериканців - 0,1 % — вихідців з тихоокеанських островів |

До двох чи більше рас належало 7,3 %. Частка іспаномовних становила 0,1 % від усіх жителів.
За віковим діапазоном населення розподілялося таким чином: 40,9 % — особи молодші 18 років, 52,7 % — особи у віці 18—64 років, 6,4 % — особи у віці 65 років та старші. Медіана віку мешканця становила 21,9 року. На 100 осіб жіночої статі у місті припадало 128,0 чоловіків; на 100 жінок у віці від 18 років та старших — 133,7 чоловіків також старших 18 років.
Середній дохід на одне домашнє господарство становив 54 775 доларів США (медіана — 40 833), а середній дохід на одну сім'ю — 57 161 долар (медіана — 39 688). Медіана доходів становила 50 000 доларів для чоловіків та 40 625 доларів для жінок. За межею бідності перебувало 37,2 % осіб, у тому числі 39,1 % дітей у віці до 18 років та 21,4 % осіб у віці 65 років та старших.
Цивільне працевлаштоване населення становило 133 особи. Основні галузі зайнятості: освіта, охорона здоров'я та соціальна допомога — 17,3 %, роздрібна торгівля — 13,5 %, транспорт — 12,8 %.

### Перепис 2000
За даними переписом 2000 року населення міста становило 634 особи. Расовий склад: корінні американці — 90,06 %; білі — 4,89 %; представники двох і більше рас — 4,89 %; жителі островів Тихого океану — 0,16 %. Частка осіб у віці молодше 18 років — 44,5 %; осіб старше 65 років — 7,3 %. Середній вік населення — 21 рік. На кожні 100 жінок припадає 135,7 чоловіків; на кожні 100 жінок у віці старше 18 років — 134,7 чоловіків.
З 136 домашніх господарств в 58,1 % — виховували дітей віком до 18 років, 51,5 % представляли собою подружні пари, які спільно проживають, 18,4 % — жінки без чоловіків, 16,9 % не мали родини. 14,7 % від загальної кількості господарств на момент перепису жили самостійно, при цьому 1,5 % склали самотні літні люди у віці 65 років та старше. В середньому домашнє господарство ведуть 4,66 особи, а середній розмір родини — 5,19 осіб.
Середній дохід на спільне господарство — $51 964; середній дохід на сім'ю — $52 708.